# Marienkapelle (Söder)

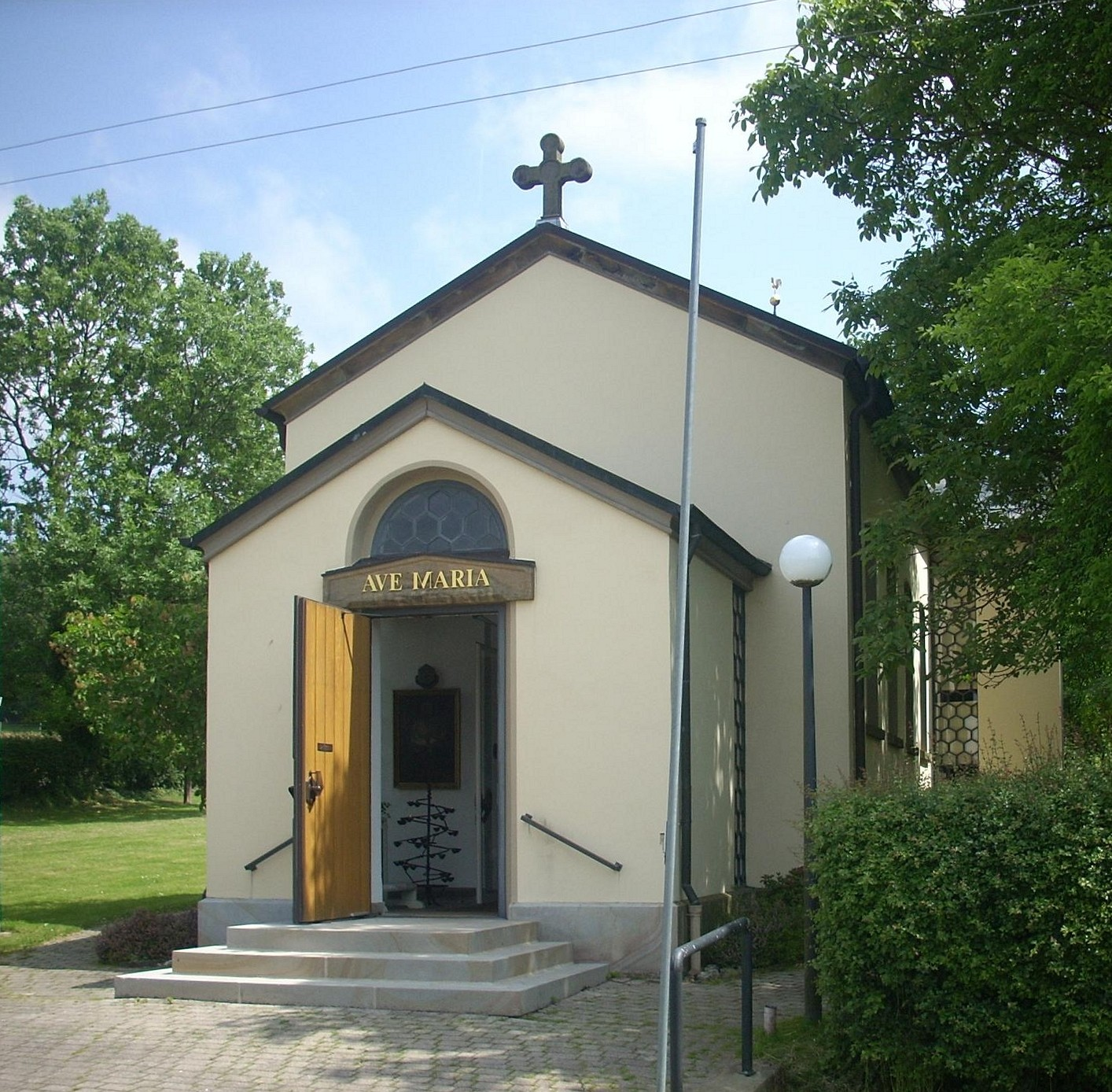
Die Marienkapelle von Nordwesten

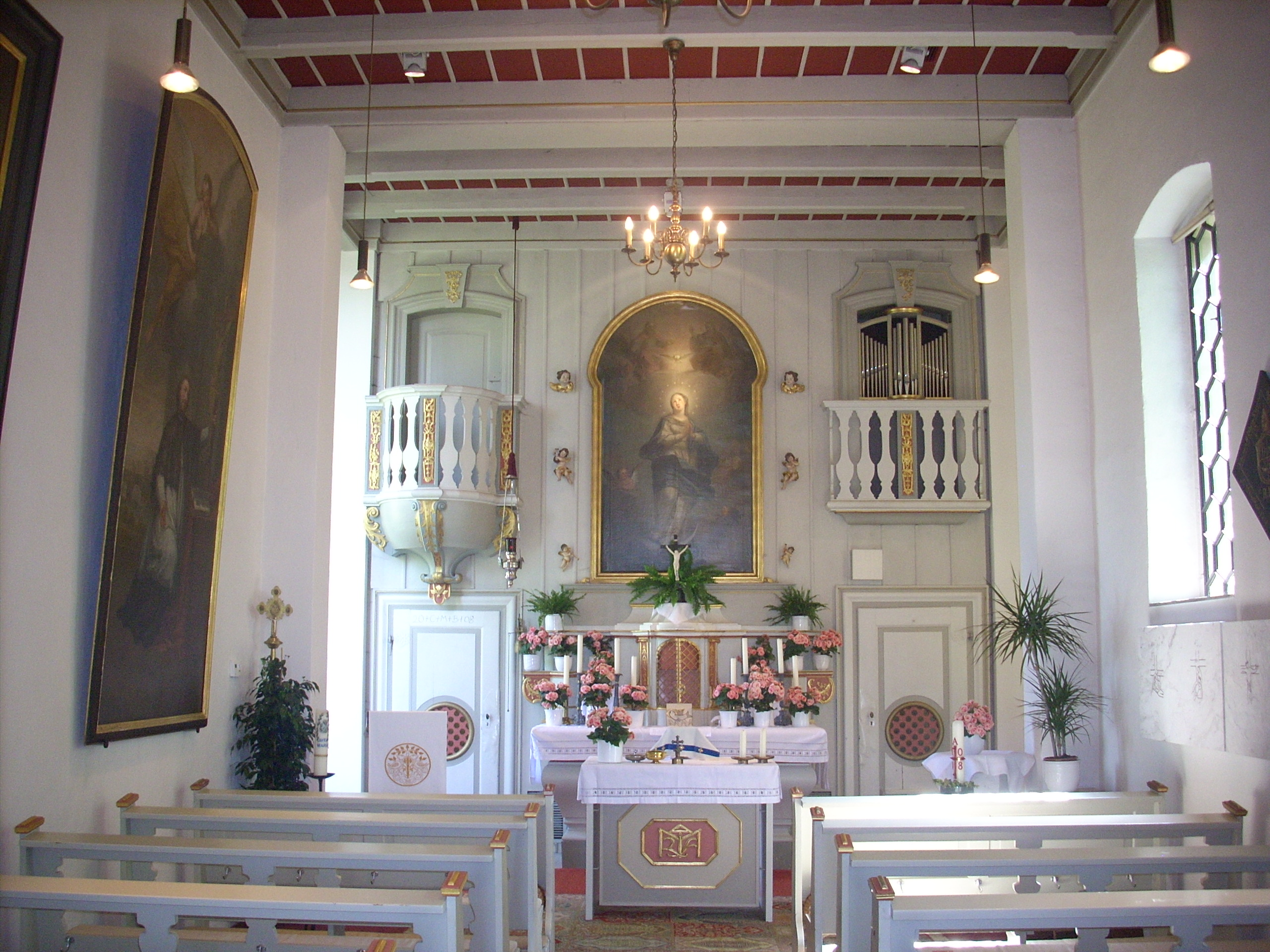
Inneres mit dem Gnadenbild

Die Marienkapelle (Patrozinium Unbefleckte Empfängnis Mariä) im Ortsteil Söder der Gemeinde Holle im Landkreis Hildesheim ist eine katholische Kirche mit Wallfahrtstradition. Sie ist neben Germershausen die einzige Marienwallfahrtsstätte im Bistum Hildesheim.

## Geschichte
Die Marienkapelle wurde 1862 von Andreas Graf zu Stolberg als Ersatz für die Kapelle des benachbarten Schlosses Söder errichtet, nachdem das Schloss an eine protestantische Familie verkauft worden war. Die Einrichtung der Schlosskapelle, insbesondere das Gnadenbild der Muttergottes im Sternenkranz, wurde in den Neubau übertragen.
Zur Marienkapelle in Söder gehört keine Pfarrgemeinde. Für die Belebung der Wallfahrt, für den Erhalt der Kapelle mit Pilgerhaus, Außenaltar und Kreuzweg und für die bauliche Erweiterung und künstlerische Bereicherung setzte sich im letzten Drittel des 20. Jahrhunderts Prälat Franz Josef Wothe mit großer Energie ein. Bis heute wird das kleine Pilgerzentrum von privaten Förderern getragen.
Seit dem 1. August 2004 gehören die katholischen Einwohner von Söder zur Pfarrgemeinde St. Hubertus mit Sitz auf Burg Wohldenberg, im Dekanat Alfeld-Detfurth des Bistums Hildesheim. Zuvor gehörten sie zur Pfarrei St. Joseph in Henneckenrode.

## Architektur und Ausstattung
Der äußerlich schmucklose Bau, in rund 161 Meter Höhe über dem Meeresspiegel gelegen, besteht aus einem Langschiff mit Querhaus und vorgesetztem Eingangsraum. Die „Spitze“ des Kreuzgrundrisses ist durch die hölzerne Altarwand abgetrennt und dient als Sakristei.
Das Innere zeigt eine nahezu geschlossene Barockausstattung. Auffällig sind neben dem Gnadenbild der Muttergottes über dem Altar mehrere weitere großflächige Ölgemälde mit Heiligendarstellungen.

## Gedenktafel für die Danziger Märtyrer

Gedenktafel für die Danziger Märtyrer

Eine Gedenktafel in der Kapelle erinnert an elf Geistliche aus dem Bistum Danzig, die zwischen 1939 und 1944 Opfer der nationalsozialistischen Diktatur wurden und eines gewaltsamen Todes starben. Es waren die Pfarrer Dekan Johannes Aeltermann, Bruno Binnebesel, Ernst Karbaum, Bronisław Komorowski, Franciszek Rogaczewski, Bernhard von Wiecki und Robert Wohlfeil; die Vikare Walter Hoeft und Jerzy Majewski und die Geistlichen Religionslehrer Marian Górecki und Władysław Szymanski. Sieben von ihnen starben in den Konzentrationslagern Dachau, Sachsenhausen und Stutthof. Die Priester Górecki, Komorowski und Rogaczewski wurden am 13. Juni 1999 von Papst Johannes Paul II. seliggesprochen.